# Celia Sánchez Manduley
Celia Esther de los Desamparados Sánchez Manduley, més coneguda com a Celia Sánchez Manduley, (Media Luna, 9 de maig de 1920 - L'Havana, 11 de gener de 1980) va ser una guerrillera i política cubana. Va ser una de les líders de la Revolució cubana i una de les col·laboradores més pròximes de Fidel Castro. Va ser la primera dona que va ocupar la posició de soldat combatent a les files rebels i la principal promotora de l'escamot femení conegut com "Les Marianes". L'any 1962 va ser nomenada Secretària de la Presidència del Consell de Ministres de Cuba.
Inicialment vinculada al Partit Ortodox, després del cop d'Estat de 1952 es va unir a la lluita insurreccional i va treballar des de la ciutat de Manzanillo per a preparar el desembarcament del Granma, organitzant una xarxa de col·laboració entre els camperols per donar suport a la revolució fins que el 19 de març de 1957 va unir-se a la lluita a Sierra Maestra. Des d'allà, va organitzar un escamot femení conegut com "Les Marianes", en honor de Mariana Grajales. També va servir d'enllaç amb periodistes i va arribar a ser la dona més buscada del país.
Després del triomf de la revolució, va mantenir un perfil polític més aviat baix, però va ser nomenada Secretària de la Presidència del Consell de Ministres de Cuba (1962-1976) i Ministra de la Presidència.
Va morir d'un càncer de pulmó a l'Havana l'11 de gener de 1980. L'any 1990 es va inaugurar un petit museu en la que va ser la seva casa natal a la ciutat de Media Luna, que testimonien la seva participació i la de la seva família en la guerra.